# Chalets Napoléon III
Les chalets de Napoléon III ou chalets impériaux, sont cinq maisons de villégiature, construites entre 1861 et 1864 à Vichy dans l'Allier à la demande de l'empereur Napoléon III après son premier séjour dans la station thermale en 1861. Construits par l'architecte Jean Lefaure, à la limite entre le parc nouvellement créé le long de l'Allier (actuel parc Napoléon-III) et le quartier thermal, leur style s'inspire des chalets alpestres et des maisons coloniales anglaises. Ils sont inscrits au titre des monuments historiques. 
Ces chalets sont (du nord au sud) : 
- le chalet Marie-Louise (1863, inscrit MH en 1990[2]) ;
- le chalet de Clermont-Tonnerre (1863, inscrit MH en 1990[3]) ;
- le chalet de l'Empereur (1864, inscrit MH en 1972[4]) ;
- le chalet Eugénie ou de l'Impératrice (1864, inscrit MH en 1972[4]) ;
- le chalet des Roses (1863, inscrit MH en 1990[5]).

Deux autres chalets construits dans le prolongement et dans un style similaire, mais après le Second Empire, sont quelquefois englobés dans les chalets Napoléon III :  
- le chalet Saint-Sauveur (1905) ;
- la villa Thérapia (aujourd'hui détruite).

## Historique

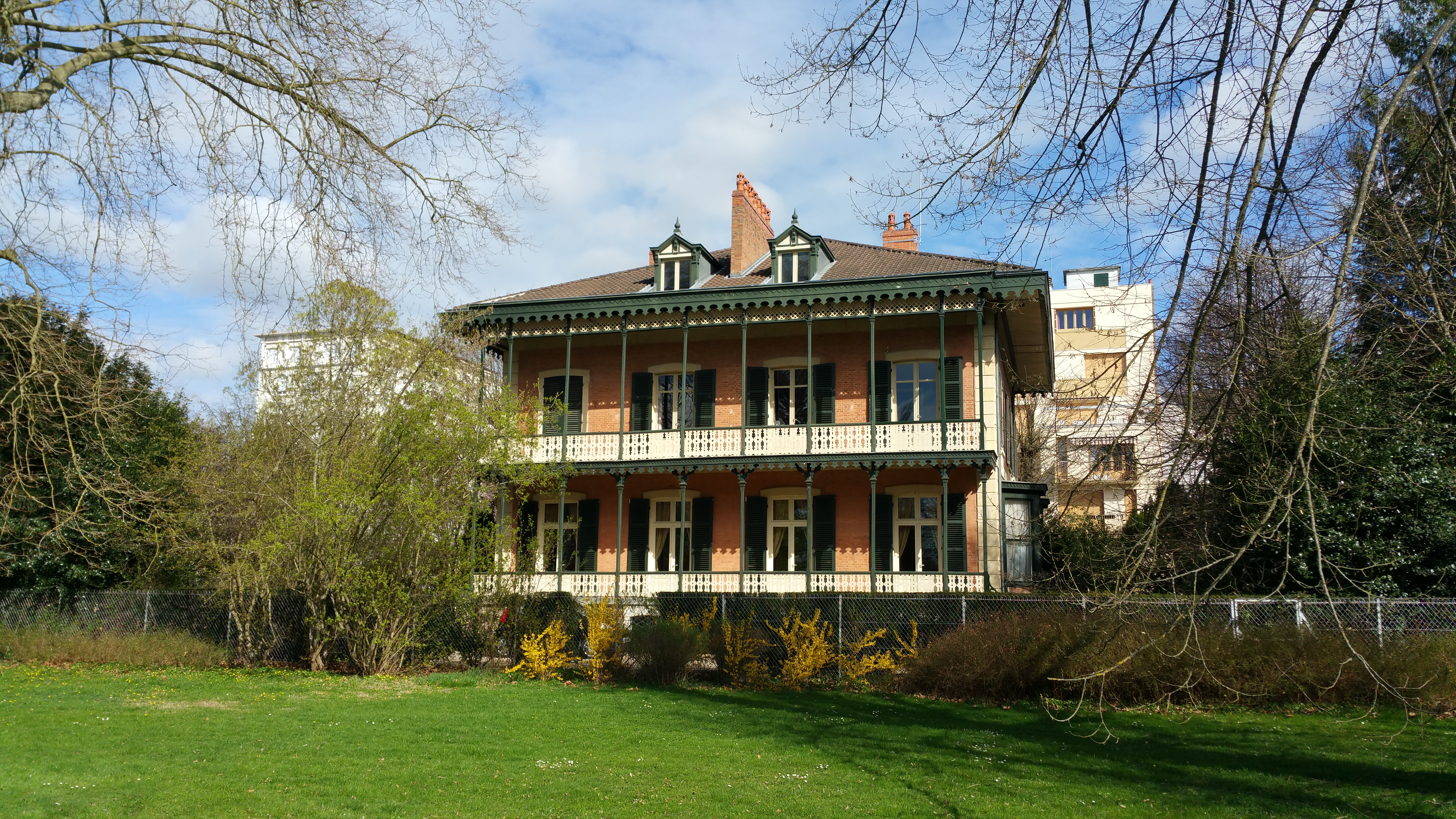
Chalet de l'Empereur, vu du parc.

Un premier chalet, dit chalet Marie-Louise, est construit entre 1862 et 1863, au no 109 du boulevard. Mais l'Empereur n'apprécie pas la disposition des balcons donnant sur la rue et nuisant à son intimité (les gens viennent le voir ou le saluer depuis le boulevard quand il sort fumer ou prendre l'air au balcon). Aussi fait-il construire deux autres chalets dans le même style juste à côté mais avec des balcons donnant sur le parc: le chalet de l'Empereur, au no 107, et le chalet Eugénie pour l'impératrice au no 105. Ils sont tous les deux inaugurés le 7 juillet 1864. Cette même année, un quatrième chalet dit chalet des Roses est construit au no 101 pour le ministre des Finances, Achille Fould. L'année précédente, en 1863, le comte de Clermont-Tonnerre, officier d'ordonnance de l'Empereur, avait fait construire un autre chalet, au no 109 bis, pour héberger les personnes chargées de la sécurité de l'Empereur.  
Après le Second Empire, deux autres chalets seront construits dans le prolongement et dans le même style : le chalet Saint-Sauveur au no 103, achevé en 1905 pour la famille Willemin, et la villa Therapia au no 111 pour le banquier Ernest André. Ce chalet sera détruit dans les années 1980 pour la construction du nouvel hôtel des Célestins.